# Венера и Марс (Боттичелли)
«Венера и Марс» (итал. Venere e Marte) — картина выдающегося итальянского живописца периода кватроченто — раннего итальянского Возрождения флорентийской школы Сандро Боттичелли. Написана около 1483 года, возможно, по заказу знатной флорентийской семьи Веспуччи. Находится в экспозиции Лондонской национальной галереи.

## Сюжет
Согласно древнегреческому мифу, богиня любви, Афродита (Венера в древнеримской мифологии), супруга хромоногого и уродливого Гефеста (Вулкана), влюбилась в Ареса (Марса, которого древние римляне считали своим покровителем) и изменила мужу. История рассказывается в «Одиссее» Гомера и в «Метаморфозах» Овидия, а также в средневековом «Романе о Розе». Сюжет был очень популярен в Италии XV—XVI веков, поскольку в нём провозглашалась власть богини любви над мужчинами и её благотворное влияние. Известны многочисленные книжные миниатюры на эту тему, а также росписи свадебных сундуков кассоне с изображением истории Венеры и Марса, весьма подходящей к свадьбе.
Марсилио Фичино, итальянский философ, гуманист, астролог и глава Платоновской академии на вилле Медичи в Кареджи близ Флоренции, интерпретировал сюжет о Венере и Марсе с помощью астрологических символов:. По определению Марсилио Фичино, «Марс — выдающийся по силе среди планет, потому что он делает мужчин сильнее, но Венера овладевает им… она вроде бы овладевает Марсом, но Марс никогда не овладевает Венерой».
Аллегорической теме идиллического союза Марса и Венеры, уходящей корнями в дидактическую поэму Лукреция «О природе вещей» (I, 31-40), посвящали свои стихи многие известные поэты, в том числе Анджело Полициано (Стансы, I, 122—126) и правитель Флоренции Лоренцо Медичи Великолепный («Любовь Венеры и Марса»).
В живописи была распространена сцена в спальне, где обманутый муж застаёт любовников. Паоло Скьяво в картине «Царство любви» написал Венеру и Марса, пойманных сетью Гефеста. Однако наиболее известны интерпретации сюжета в картинах Пьеро ди Козимо и Сандро Боттичелли, значительно отличающиеся от фривольного анекдота.

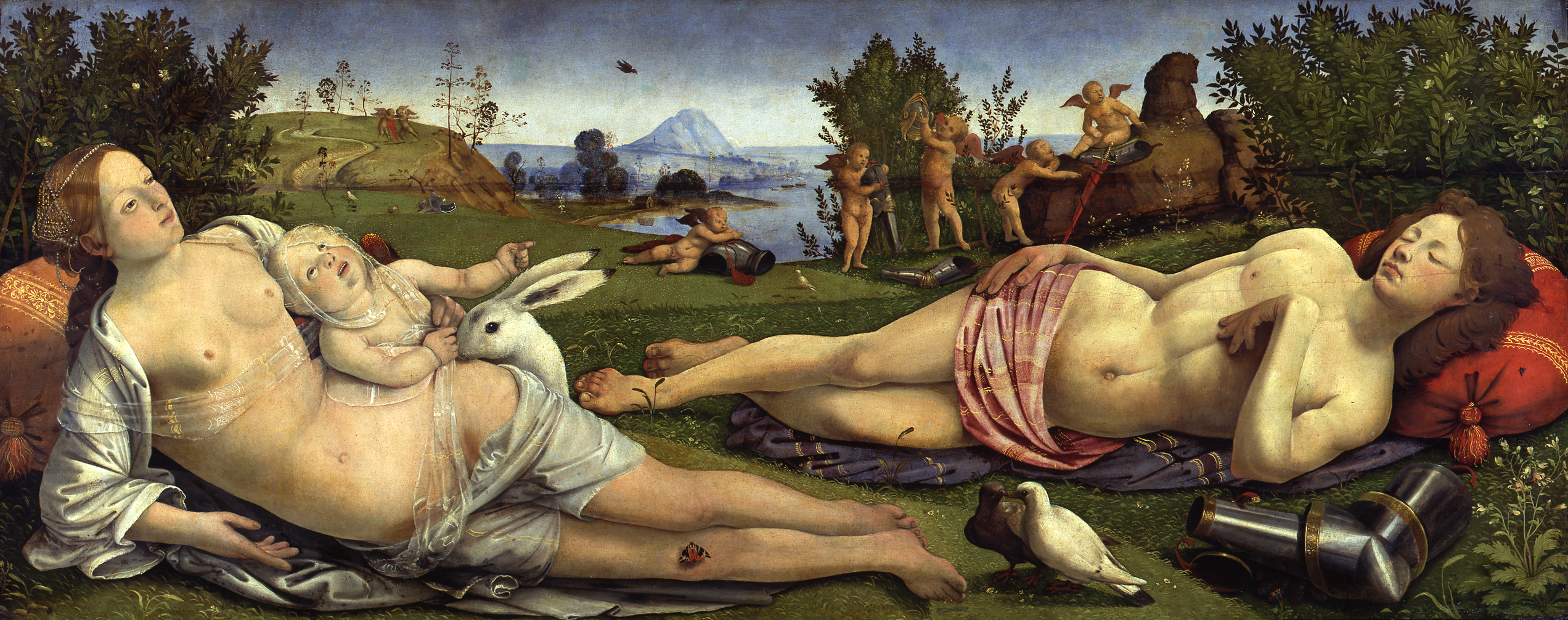
Пьеро ди Козимо. Отдыхающие Венера, Марс и Купидон. Ок. 1505. Дерево, масло. Берлинская картинная галерея

## Иконография, символика и композиция картины Боттичелли
Картина Боттичелли была написана в связи с бракосочетанием в семье Веспуччи. Эта семья (из которой, в частности, происходил мореплаватель Америго Веспуччи) была давно связана с семьёй Филипепи (настоящая фамилия живописца Боттичелли). О заказе, согласно интерпретации Эрнста Гомбриха, свидетельствуют осы вокруг дупла в правом верхнем углу картины — пчёлы изображены на гербе семьи Веспуччи. В произведении Боттичелли популярный сюжет приобрёл новую трактовку в качестве «аллегории красоты и мужества, победы любви над войной»:

 На картине изображены Венера и Марс, полулежащие друг против друга. Бог войны, утомлённый сражениями, заснул. Венера, раздражённая тем, что в битвах боги забывают о любви, приказала своим детям амурам (Боттичелли изобразил фавнов или сильванов) похитить воинские доспехи Марса. Но художнику было трудно удержаться от того, чтобы не придать серьёзной аллегории шутливый характер, так подходящий к свадьбе: мальчишки пытаются напялить на себя огромные латы и шлем, дерутся за обладание копьём. Один малыш дует Марсу в ухо маленькой раковиной, пытаясь, пока безуспешно, его пробудить
Ироничный подтекст, легко разгадываемый во все времена, состоит также в том, что мужская привычка засыпать после акта любви была постоянным предметом непристойных шуток и в Италии эпохи Возрождения. В этом аспекте копьё и раковину рассматривают в качестве сексуальных символов.
Действие, изображённое на картине, происходит в роще мирта, атрибута богини любви Венеры, традиционно символизирующего брачные узы, или, возможно, «лавра, геральдического растения Лоренцо Медичи, или, возможно, с обоими растениями». В облике Марса, возможно, изображён Джулиано Медичи (либо Марко Веспуччи), а в Венере угадываются черты прекрасной Симонетты Веспуччи, в которую был безнадёжно влюблён художник, постоянно изображавший её в своих картинах. Джулиано был убит в 1478 году, то есть за пять лет до самой ранней даты создания картины, однако известно, что Джулиано выбрал Симонетту своей «дамой» в знаменитом рыцарском турнире 1475 года, организованном его старшим братом Лоренцо Медичи Великолепным. Это роскошное публичное представление было отмечено в стихотворении Полициано, известном как «Stanze», или «la Giostra» («Рыцарский поединок»), дающем подробное описание, включая описание знамени Джулиано с образом Афины Паллады, написанным Боттичелли.
Необычен и формат картины, написанной на длинной и узкой доске. По некоторым предположениям картина предназначалась для боковой стенки свадебного сундука: кассоне, что косвенно подтверждается сюжетом, по другим — служила крышкой такого сундука, такие крышки обычно расписывали с внутренней стороны подобными сюжетами (врезы, возможно для петель, на торце доски подтверждают эту версию).
Одним из иконографических источников композиции Боттичелли считается античный саркофаг с изображением мифа о Дионисе (Вакхе) и Ариадне, хранящийся в Ватикане. Маленькие «аморетти», играющие с доспехами Марса и вносящие некоторое оживление в умиротворённую атмосферу, возможно, связаны с описанием Лукианом, греческим поэтом II века нашей эры, знаменитой картины Аэтиона (Эхиона) "Бракосочетание Александра и Роксаны, ныне утерянной, изображающей свадебную церемонию Александра Македонского и Роксаны.
Композиция Боттичелли имела успех и довольно быстро стала образцом: её повторили известные художники своего времени — Пьеро ди Козимо и Якопо дель Селлайо (обе — Берлинские музеи), но эти реплики значительно отличаются от оригинала Боттичелли: Венера представлена обнажённой, на руках богини Купидон, а вместо сатиров — Амуры, крылатые спутники богини. Те же особенности можно наблюдать в раме для зеркала из дома Медичи, приписываемой мастерской Поллайоло (ныне — Музей Виктории и Альберта, Лондон).

## Детали картины

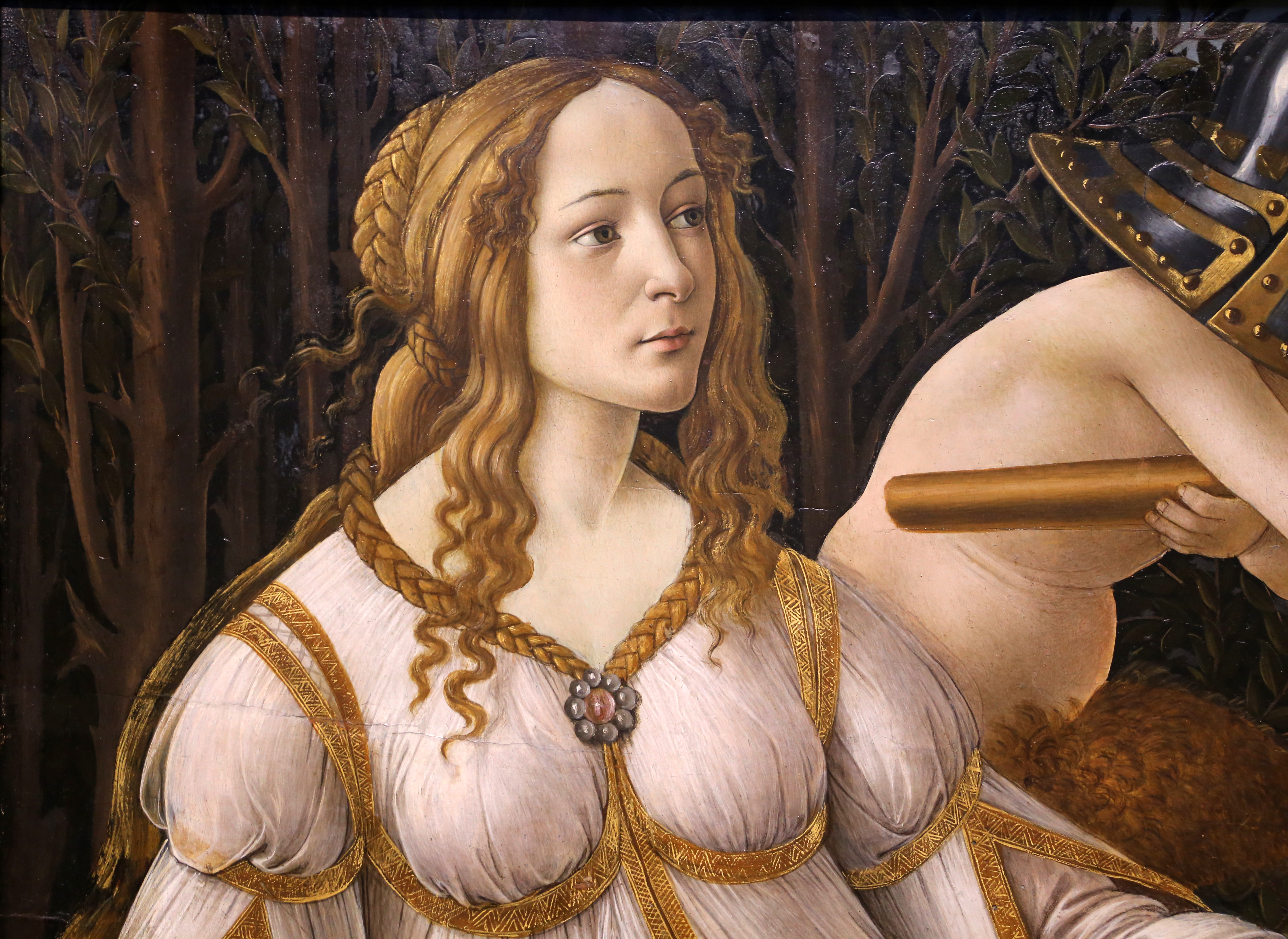
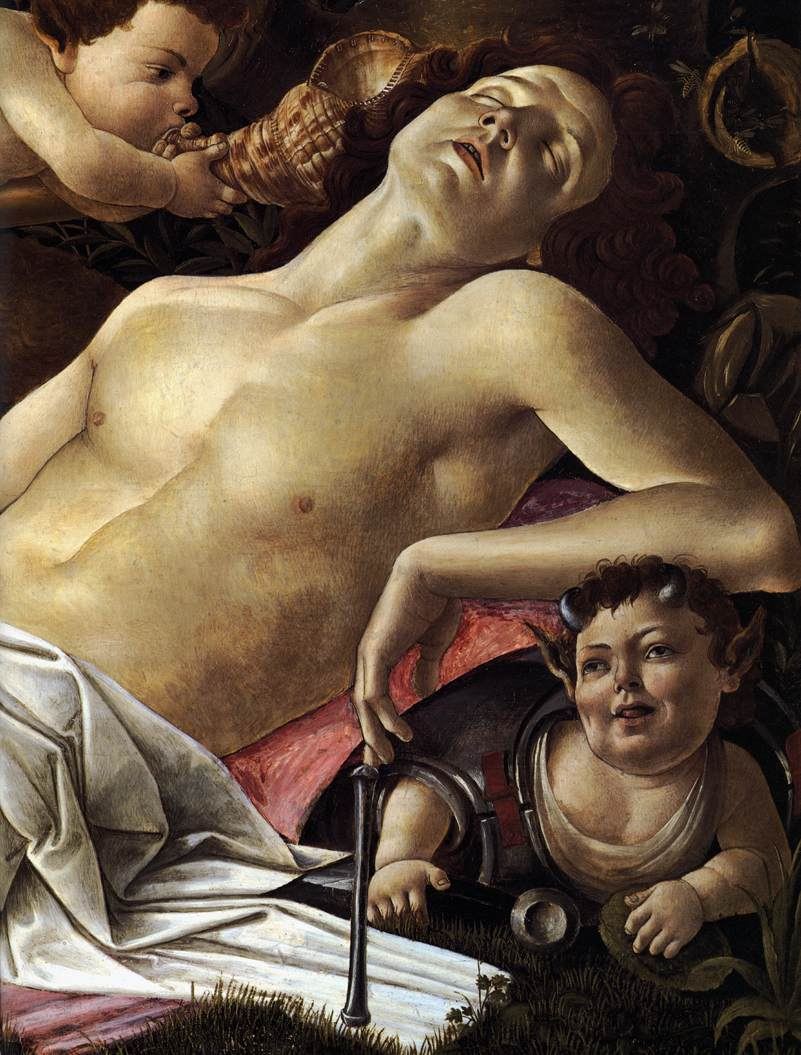
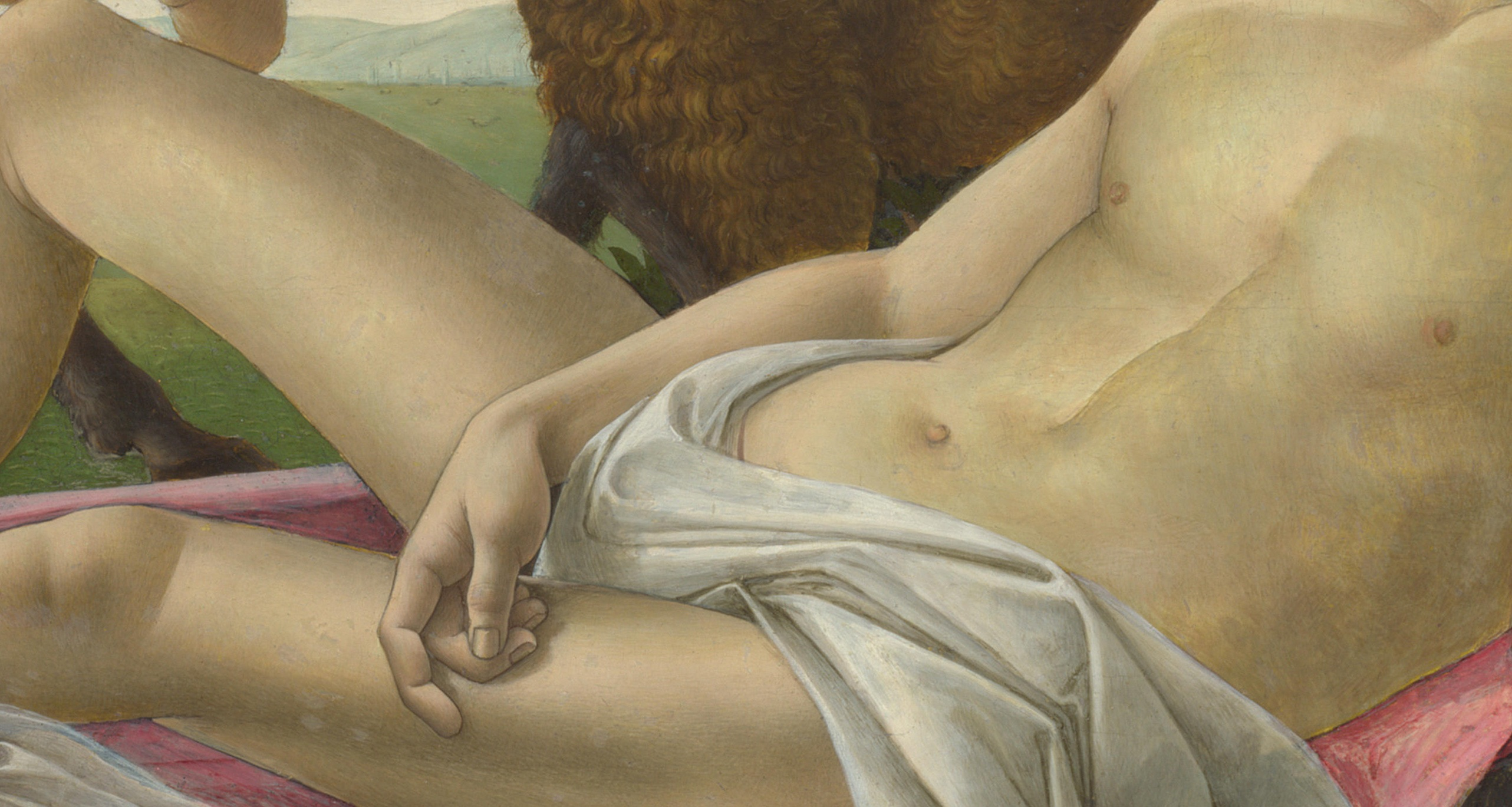
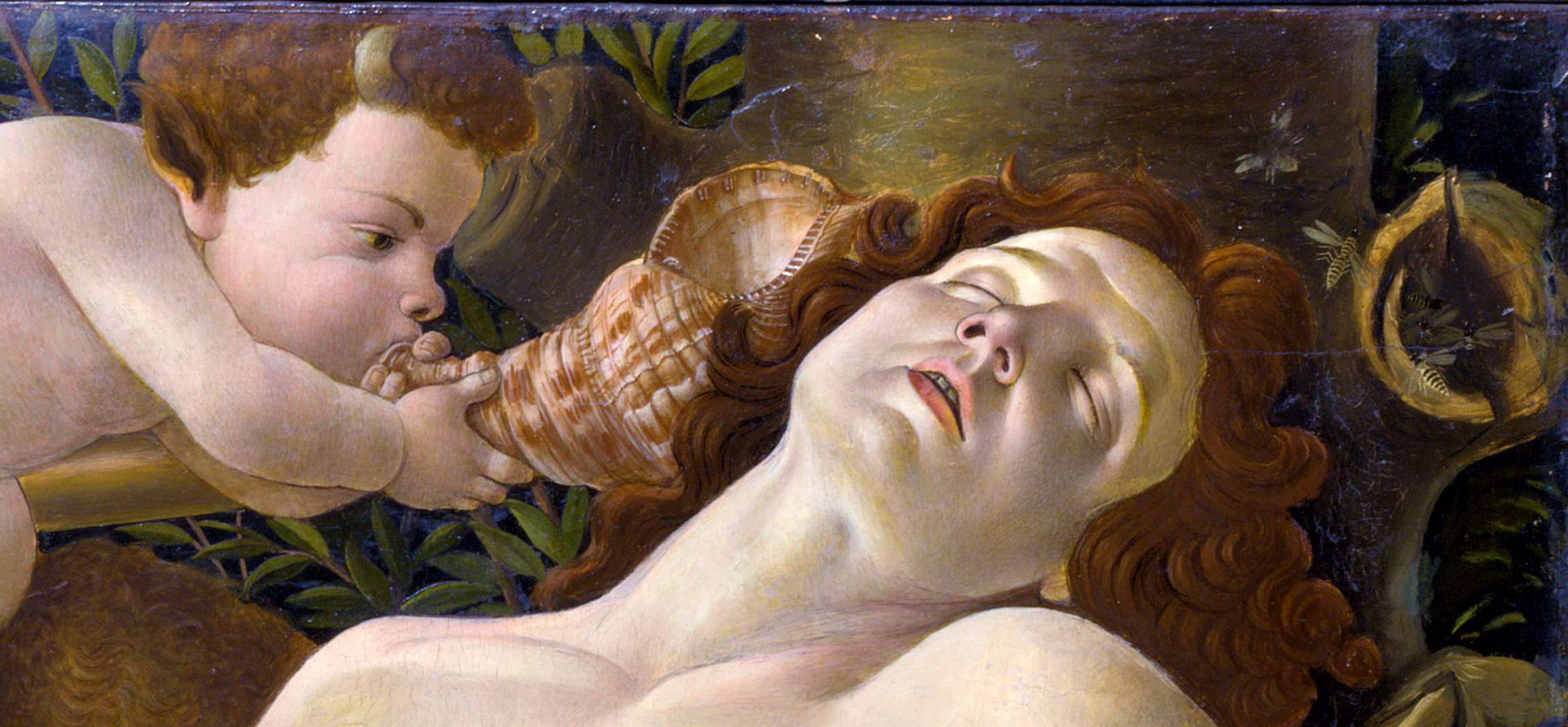
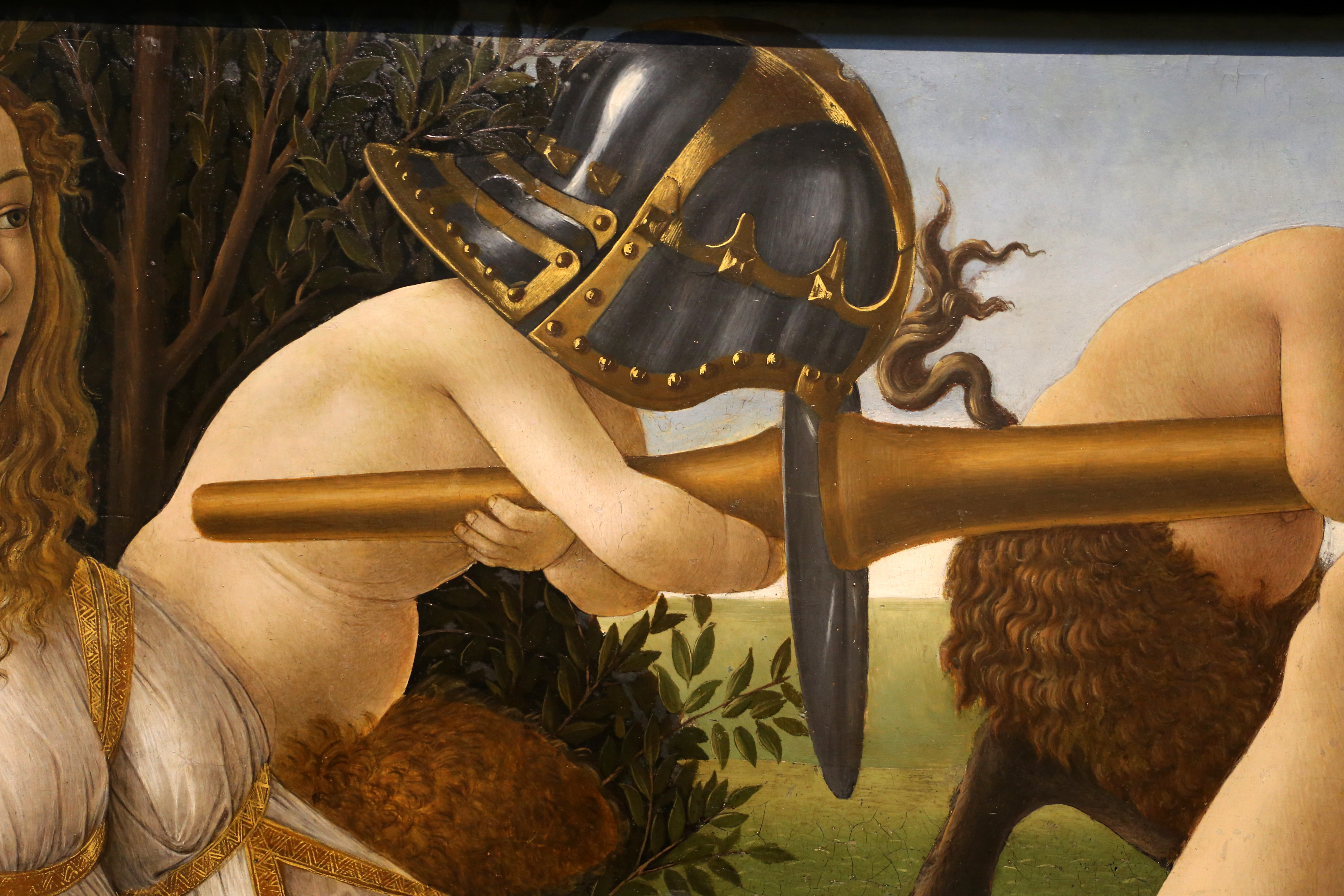
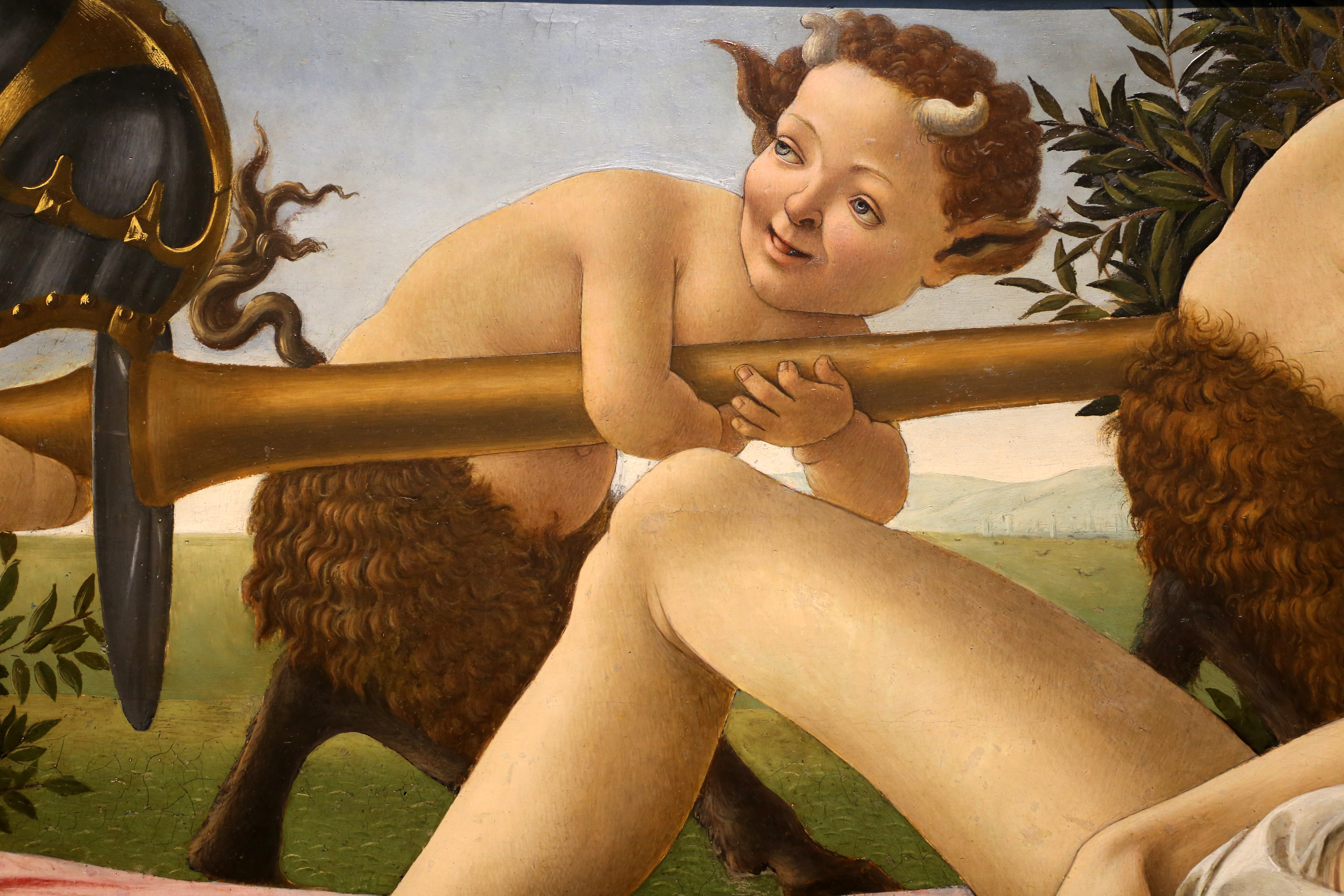